# Kolonia Kotków
Kolonia Kotków (do 2011 Kotków-Kolonia) – wieś w Polsce położona w województwie łódzkim, w powiecie piotrkowskim, w gminie Gorzkowice.
Do 2024 r. miejscowość była częścią wsi Kotków. W latach 1975–1998 miejscowość administracyjnie należała do województwa piotrkowskiego.